# Serapias kelleri
Serapias kelleri är en orkidéart som beskrevs av Aimée Antoinette Camus. Serapias kelleri ingår i släktet Serapias och familjen orkidéer. Inga underarter finns listade i Catalogue of Life.